# Rózsássy Barbara
Rózsássy Barbara (Budapest, 1979–) József Attila-díjas költő. Pályáját a Stádium Fiatal Írók Körében kezdte. Tizenkilenc éves korában jelent meg első verseskötete, a Gérecz Attila-díjjal jutalmazott A suttogással telt szoba. Verseire nagy hatást gyakorolt az olasz kultúra, elsősorban Dante és az itáliai reneszánsz költészete.

## Kötetei
- Lépcsők a csendbe. Benyovszky Anita, Iván Ivett, Nagy Cili, Oravecz Péter, Pacziga Andrea, Rózsássy Barbara, Sinkó Kriszta és Szentmártoni János költői antológiája; szerk., utószó Kárpáti Kamil; Stádium, Budapest, 1996
- Huszonötödik óra. Benyovszky Anita, Grecsó Krisztián, Kleinheincz Csilla, Kovács Judit, Nagy Cili, Pacziga Andrea, Renczes Cecília és Rózsássy Barbara költői antológiája; szerk. Kárpáti Kamil; Stádium, Budapest, 1997
- A suttogással telt szoba: versek (1998)
- Barlangnyi álom: nyolcvankét szonett (1999)
- Haláli dumák. Erdős Virág, Háy János, Kukorelly Endre, Nényei Pál, Papp András, Térey János, Toepler Zoltán drámáiból; összeáll. Háy János; Új Világ, Budapest, 2005 (Európai kulturális füzetek)
- Pater noster, Dante (2007)
- Éjszakai tárlat: versek, 1999–2009 (2009)
- Túl a sivatagon (2011)
- Termékeny függőség. Esszék, tanulmányok; Stádium, Budapest, 2012
- Nemes Nagy Ágnes arcai; szerk. Rózsássy Barbara; Orpheusz, Budapest, 2013
- Fekete-fehér fénylés. Válogatott versek; Stádium, Budapest, 2014
- Labirintus vagy; Stádium, Budapest, 2016
- 25 éves a Stádium Kiadó; szerk. Rózsássy Barbara; Stádium, Budapest, 2016
- „Egy élet átúszik a többiekbe”. A Magyar Írószövetség Örökös Tagjai; szerk. Rózsássy Barbara, Szentmártoni János; Orpheusz–Magyar Írószövetség, Budapest, 2016
- Az érc negatívja. Esszék, tanulmányok; Stádium, Budapest, 2017
- Füveskerti költők. Esszék; Stádium, Budapest, 2017
- Legenda; Orpheusz, Budapest, 2021

## Díjai
- Gérecz Attila-díj (1998)
- Móricz Zsigmond-ösztöndíj (2008)
- Bella István-díj (2012)
- József Attila-díj (2014)